# Mhlangatane
Mhlangatane – inkhundla w Dystrykcie Hhohho w Królestwie Eswatini. Według spisu powszechnego ludności z 2007 r. zamieszkiwało go 22 421 mieszkańców. Inkhundla dzieli się na dziesięć imiphakatsi: Mangweni, Manjengeni, Mavula, Malibeni, Mpofu, Ndvwabangeni, Nhlanguyavuka, Nyakatfo, Sidwashini, Zinyane.